# Comuna Palad-Komarivți, Ujhorod
Palad-Komarivți (în ucraineană Паладь-Комарівці) este o comună în raionul Ujhorod, regiunea Transcarpatia, Ucraina, formată din satele Mali Selmenți și Palad-Komarivți (reședința).

## Demografie
Componența lingvistică a comunei Palad-Komarivți
     Maghiară (89,07%)
     Ucraineană (10,93%)
Conform recensământului din 2001, majoritatea populației comunei Palad-Komarivți era vorbitoare de maghiară (89,07%), existând în minoritate și vorbitori de ucraineană (10,93%).